# Tri doline Vareseja
Tri doline Vareseja (italijansko Tre Valli Varesine) je jesenska enodnevna mini klasična kolesarska dirka v Italijanski Lombardiji, ki so jo prvič organizirali leta 1919. Trenutno je del serije UCI ProSeries.
Skupaj z dirkama Coppa Agostoni in Coppa Bernocchi tvorijo "Lombardijski trojček" (Trittico Lombardo), tridnevno zaporedno tekmovanje, ki si v začetku oktobra tradicionalno sledijo ena dirka za drugo. 
Dirko so zmagovala velika imena kot so Fausto Coppi, Eddy Merckx, Primož Roglič in Tadej Pogačar.
Gre za najbolj čislano in najprestižnejšo dirko izmed vseh treh dirk Lombardijskega trojčka.

## Zgodovina
Med leti 2005 in 2019 je bila dirka del tekmovanja UCI Europe Tour, kategorije 1.HC v sklopu. 
Leta 2021 je dirka napredovala v drugi svetovni razred in se pridružila seriji UCI ProSeries. 
Leta 2020 so zaradi pandemije covid-19 odpovedali vse tri dirke "Lombardijskega trojčka", zato so jo nadomestili z posebej združeno enkratno organizirano "trojno" dirko Gran Trittico Lombardo.
Leta 2024 je bila dirka odpovedana zaradi močnega dežja, kar je se v zgodovini kolesarstva doslej zgodilo izjemno redko. Sprva so dirko skrajšali za dva kroga (iz 200 na 168 km), a po 60 km vožnje zaradi nemogočih vremenskih razmer dokončno odpovedali.

## Moški

### Zmagovalci po letih
| Leto | Zmagovalec                                                                                   | Drugi                                                                                        | Tretji                                                                                       |
| ---- | -------------------------------------------------------------------------------------------- | -------------------------------------------------------------------------------------------- | -------------------------------------------------------------------------------------------- |
| 1919 | Pietro Bestetti                                                                              | Giovanni Scaioni                                                                             | Angelo Bianchi                                                                               |
| 1920 | Raimondo Rosa                                                                                | Carlo Spina                                                                                  | Camillo Bertarelli                                                                           |
| 1921 | Luigi Gilardi                                                                                | Vincenzo Botta                                                                               |                                                                                              |
| 1922 | Domenico Piemontesi                                                                          | G. Vigano                                                                                    | L. Malinverni                                                                                |
| 1923 | Filippo Brusatori                                                                            | Mario Bianchi                                                                                | V. Florini                                                                                   |
| 1924 | Libero Ferrario                                                                              | V. Florini                                                                                   | Luigi Magnotti                                                                               |
| 1925 | Giovanni Tizzoni                                                                             | Luigi Magnotti                                                                               | Aniceto Cattaneo                                                                             |
| 1926 | Mario Bonvicini                                                                              | Roberto Lorenzetti                                                                           | Aleardo Simoni                                                                               |
| 1927 | Renato Zanona                                                                                | Paolo Zanetti                                                                                | Aleardo Simoni                                                                               |
| 1928 | Battista Visconti                                                                            | Attilio Marangoni                                                                            | Aleardo Simoni                                                                               |
| 1929 | Ambrogio Morelli                                                                             | Alessandro Catalani                                                                          | Allegro Grandi                                                                               |
| 1930 | Albino Binda                                                                                 | Luigi Ferrando                                                                               | Riccardo Proserpio                                                                           |
| 1931 | Luigi Giacobbe                                                                               | Francesco Camusso                                                                            | Michele Mara                                                                                 |
| 1932 | Domenico Piemontesi                                                                          | Alfredo Bovet                                                                                | Luigi Giacobbe                                                                               |
| 1933 | Alfredo Bovet                                                                                | Remo Bertoni                                                                                 | Luigi Macchi                                                                                 |
| 1934 | Severino Canavesi                                                                            | Attilio Masarati                                                                             | Luigi Barral                                                                                 |
| 1935 | Pietro Chiappini                                                                             | Ercole Rigamonti                                                                             | Edmondo Toccaceli                                                                            |
| 1936 | Cesare Del Cancia                                                                            | Michele Benente                                                                              | Enrico Mollo                                                                                 |
| 1937 | Olimpio Bizzi                                                                                | Diego Marabelli                                                                              | Glauco Servadei                                                                              |
| 1938 | Gino Bartali                                                                                 | Severino Canavesi                                                                            | Secondo Magni                                                                                |
| 1939 | Olimpio Bizzi                                                                                | Gino Bartali                                                                                 | Adolfo Leoni                                                                                 |
| 1940 | Cino Cinelli                                                                                 | Mario Ricci                                                                                  | Fausto Coppi                                                                                 |
| 1941 | Fausto Coppi                                                                                 | Olimpio Bizzi                                                                                | Gino Bartali                                                                                 |
| 1942 | Luciano Succi                                                                                | Vasco Bergamaschi                                                                            | Mario De Benedetti                                                                           |
| 1943 | dirke ni bilo zaradi 2. svetovne vojne                                                       | dirke ni bilo zaradi 2. svetovne vojne                                                       | dirke ni bilo zaradi 2. svetovne vojne                                                       |
| 1944 | dirke ni bilo zaradi 2. svetovne vojne                                                       | dirke ni bilo zaradi 2. svetovne vojne                                                       | dirke ni bilo zaradi 2. svetovne vojne                                                       |
| 1945 | Adolfo Leoni                                                                                 | Mario Ricci                                                                                  | Gino Bartali                                                                                 |
| 1946 | Enrico Mollo                                                                                 | Mario Ricci                                                                                  | Renzo Zanazzi                                                                                |
| 1947 | Fiorenzo Magni                                                                               | Mario Ricci                                                                                  | Louis Thiétard                                                                               |
| 1948 | Fausto Coppi                                                                                 | Gino Bartali                                                                                 | Antonio Bevilacqua                                                                           |
| 1949 | Nedo Logli                                                                                   | Vittorio Seghezzi                                                                            | Renzo Zanazzi                                                                                |
| 1950 | Antonio Bevilacqua                                                                           | Alfredo Martini                                                                              | Mario Ricci                                                                                  |
| 1951 | Guido De Santi                                                                               | Alfredo Pasotti                                                                              | Pasquale Fornara                                                                             |
| 1952 | Giuseppe Minardi                                                                             | Alfredo Martini                                                                              | Arigo Padovan                                                                                |
| 1953 | Nino Defilippis                                                                              | Marcello Pellegrini                                                                          | Bruno Monti                                                                                  |
| 1954 | Giorgio Albani                                                                               | Rino Benedetti                                                                               | Giuseppe Minardi                                                                             |
| 1955 | Fausto Coppi                                                                                 | Aldo Moser                                                                                   | Giuseppe Minardi                                                                             |
| 1956 | Gastone Nencini                                                                              | Giorgio Albani                                                                               | Giuseppe Minardi                                                                             |
| 1957 | Germain Derycke                                                                              | Ercole Baldini                                                                               | Angelo Conterno                                                                              |
| 1958 | Carlo Nicolo                                                                                 | Aldo Moser                                                                                   | Giorgio Tinazzi                                                                              |
| 1959 | Dino Bruni                                                                                   | Giovanni Verucchi                                                                            | Armando Pellegrini                                                                           |
| 1960 | Nino Defilippis                                                                              | Rino Benedetti                                                                               | Angelo Conterno                                                                              |
| 1961 | Willy Vannitsen                                                                              | Carlo Azzini                                                                                 | Diego Ronchini                                                                               |
| 1962 | Giuseppe Fezzardi                                                                            | Jos Hoevenaers                                                                               | Franco Balmamion                                                                             |
| 1963 | Italo Zilioli                                                                                | Franco Cribiori                                                                              | Guido De Rosso                                                                               |
| 1964 | Marino Vigna                                                                                 | Antonio Bailetti                                                                             | Flaviano Vicentini                                                                           |
| 1965 | Gianni Motta                                                                                 | Michele Dancelli                                                                             | Felice Gimondi                                                                               |
| 1966 | Gianni Motta                                                                                 | Italo Zilioli                                                                                | Vito Taccone                                                                                 |
| 1967 | Gianni Motta                                                                                 | Giorgio Zancanaro                                                                            | Tommaso de Pra                                                                               |
| 1968 | Eddy Merckx                                                                                  | Michele Dancelli                                                                             | Gianni Motta                                                                                 |
| 1969 | Marino Basso                                                                                 | Dino Zandegu                                                                                 | Luciano Armani                                                                               |
| 1970 | Gianni Motta                                                                                 | Eddy Merckx                                                                                  | Felice Gimondi                                                                               |
| 1971 | Giancarlo Polidori                                                                           | Tino Conti                                                                                   | Italo Zilioli                                                                                |
| 1972 | Giacinto Santambrogio                                                                        | Marino Basso                                                                                 | Michele Dancelli                                                                             |
| 1973 | Enrico Paolini                                                                               | Marcello Bergamo                                                                             | Italo Zilioli                                                                                |
| 1974 | Tino Conti                                                                                   | Giacinto Santambrogio                                                                        | Enrico Paolini                                                                               |
| 1975 | Fabrizio Fabbri                                                                              | Mauro Simonetti                                                                              | Serge Parsani                                                                                |
| 1976 | Francesco Moser                                                                              | Roger De Vlaeminck                                                                           | Gianbattista Baronchelli                                                                     |
| 1977 | Giuseppe Saronni                                                                             | Phil Edwards                                                                                 | Valerio Lualdi                                                                               |
| 1978 | Francesco Moser                                                                              | Giovanni Battaglin                                                                           | Gianbattista Baronchelli                                                                     |
| 1979 | Giuseppe Saronni                                                                             | Pierino Gavazzi                                                                              | Roger De Vlaeminck                                                                           |
| 1980 | Giuseppe Saronni                                                                             | Pierino Gavazzi                                                                              | Silvano Contini                                                                              |
| 1981 | Gregor Braun                                                                                 | Alessandro Paganessi                                                                         | Pierino Gavazzi                                                                              |
| 1982 | Pierino Gavazzi                                                                              | Claudio Torelli                                                                              | Gianbattista Baronchelli                                                                     |
| 1983 | Alessandro Paganessi                                                                         | Silvano Contini                                                                              | Serge Demierre                                                                               |
| 1984 | Pierino Gavazzi                                                                              | Gianbattista Baronchelli                                                                     | Marino Amadori                                                                               |
| 1985 | Giovanni Mantovani                                                                           | Giuseppe Saronni                                                                             | Pierino Gavazzi                                                                              |
| 1986 | Guido Bontempi                                                                               | Pierino Gavazzi                                                                              | Roberto Pagnin                                                                               |
| 1987 | Franco Ballerini                                                                             | Kjell Nilsson                                                                                | Marco Bergamo                                                                                |
| 1988 | Giuseppe Saronni                                                                             | Guido Bontempi                                                                               | Pierino Gavazzi                                                                              |
| 1989 | Gianni Bugno                                                                                 | Charly Mottet                                                                                | Dirk De Wolf                                                                                 |
| 1990 | Pascal Richard                                                                               | Claudio Chiappucci                                                                           | Thomas Wegmüller                                                                             |
| 1991 | Guido Bontempi                                                                               | Pascal Richard                                                                               | Gérard Rué                                                                                   |
| 1992 | Massimo Ghirotto                                                                             | Pascal Richard                                                                               | Herbert Niederberger                                                                         |
| 1993 | Massimo Ghirotto                                                                             | Francesco Casagrande                                                                         | Bruno Cenghialta                                                                             |
| 1994 | Claudio Chiappucci                                                                           | Vladislav Bobrik                                                                             | Stefano Zanini                                                                               |
| 1995 | Roberto Caruso                                                                               | Angelo Lecchi                                                                                | Stefano Colage                                                                               |
| 1996 | Fabrizio Guidi                                                                               | Andrea Tafi                                                                                  | Massimo Donati                                                                               |
| 1997 | Roberto Caruso                                                                               | Dario Andriotto                                                                              | Marco Serpellini                                                                             |
| 1998 | Davide Rebellin                                                                              | Giuseppe Di Grande                                                                           | Maximilian Sciandri                                                                          |
| 1999 | Sergio Barbero                                                                               | Davide Rebellin                                                                              | Francesco Casagrande                                                                         |
| 2000 | Massimo Donati                                                                               | Davide Rebellin                                                                              | Daniele De Paoli                                                                             |
| 2001 | Mirko Celestino                                                                              | Paolo Valoti                                                                                 | Gianluca Bortolami                                                                           |
| 2002 | Eddy Ratti                                                                                   | Danilo Di Luca                                                                               | Laurent Dufaux                                                                               |
| 2003 | Danilo Di Luca                                                                               | Andrea Ferrigato                                                                             | Markus Zberg                                                                                 |
| 2004 | Fabian Wegmann                                                                               | Danilo Di Luca                                                                               | Vladimir Duma                                                                                |
| 2005 | Stefano Garzelli                                                                             | Lorenzo Bernucci                                                                             | Damiano Cunego                                                                               |
| 2006 | Stefano Garzelli                                                                             | Rinaldo Nocentini                                                                            | Raffaele Ferrara                                                                             |
| 2007 | Christian Murro                                                                              | Alessandro Bertolini                                                                         | Kanstancin Sivcov                                                                            |
| 2008 | Francesco Ginanni                                                                            | Leonardo Bertagnolli                                                                         | Damiano Cunego                                                                               |
| 2009 | Mauro Santambrogio                                                                           | Francesco Masciarelli                                                                        | Aleksander Bočarov                                                                           |
| 2010 | Daniel Martin                                                                                | Domenico Pozzovivo                                                                           | Jérôme Baugnies                                                                              |
| 2011 | Davide Rebellin                                                                              | Domenico Pozzovivo                                                                           | Thibaut Pinot                                                                                |
| 2012 | David Veilleux                                                                               | Andrea Palini                                                                                | Danilo Di Luca                                                                               |
| 2013 | Kristijan Đurasek                                                                            | Francesco M. Bongiorno                                                                       | Aleksander Kolobnjev                                                                         |
| 2014 | Michael Albasini                                                                             | Sonny Colbrelli                                                                              | Filippo Pozzato                                                                              |
| 2015 | Vincenzo Nibali                                                                              | Sergej Firsanov                                                                              | Giacomo Nizzolo                                                                              |
| 2016 | Sonny Colbrelli                                                                              | Diego Ulissi                                                                                 | Francesco Gavazzi                                                                            |
| 2017 | Alexandre Geniez                                                                             | Thibaut Pinot                                                                                | Vincenzo Nibali                                                                              |
| 2018 | Toms Skujinš                                                                                 | Thibaut Pinot                                                                                | Peter Kennaugh                                                                               |
| 2019 | Primož Roglič                                                                                | Giovanni Visconti                                                                            | Toms Skujinš                                                                                 |
| 2020 | odpovedano zaradi pandemije covid-19 (nadomeščena z združeno dirko Grande Trittico Lombardo) | odpovedano zaradi pandemije covid-19 (nadomeščena z združeno dirko Grande Trittico Lombardo) | odpovedano zaradi pandemije covid-19 (nadomeščena z združeno dirko Grande Trittico Lombardo) |
| 2021 | Alessandro De Marchi                                                                         | Davide Formolo                                                                               | Tadej Pogačar                                                                                |
| 2022 | Tadej Pogačar                                                                                | Sergio Higuita                                                                               | Alejandro Valverde                                                                           |
| 2023 | lan Van Wilder                                                                               | Richard Carapaz                                                                              | Aleksander Vlasov                                                                            |
| 2024 | odpovedano zaradi močnega deževja (skrajšana iz 200 na 168 km, a po 60 km vožnje odpovedana) | odpovedano zaradi močnega deževja (skrajšana iz 200 na 168 km, a po 60 km vožnje odpovedana) | odpovedano zaradi močnega deževja (skrajšana iz 200 na 168 km, a po 60 km vožnje odpovedana) |

### Večkratni zmagovalci
| Zmage | Kolesar                   | Edicija                |
| ----- | ------------------------- | ---------------------- |
| 4     | Gianni Motta (ITA)        | 1965, 1966, 1967, 1970 |
| 4     | Giuseppe Saronni (ITA)    | 1977, 1979, 1980, 1988 |
| 3     | Fausto Coppi (ITA)        | 1941, 1948, 1955       |
| 2     | Domenico Piemontesi (ITA) | 1922, 1932             |
| 2     | Olimpio Bizzi (ITA)       | 1937, 1939             |
| 2     | Nino Defilippis (ITA)     | 1953, 1960             |
| 2     | Francesco Moser (ITA)     | 1976, 1978             |
| 2     | Pierino Gavazzi (ITA)     | 1982, 1984             |
| 2     | Guido Bontempi (ITA)      | 1986, 1991             |
| 2     | Massimo Ghirotto (ITA)    | 1992, 1993             |
| 2     | Roberto Caruso (ITA)      | 1995, 1997             |
| 2     | Davide Rebellin (ITA)     | 1998, 2011             |
| 2     | Stefano Garzelli (ITA)    | 2005, 2006             |

### Zmage po državah
| Zmage | Država    |
| ----- | --------- |
| 87    | Italija   |
| 3     | Belgija   |
| 2     | Nemčija   |
| 2     | Švica     |
| 2     | Slovenija |
| 1     | Irska     |
| 1     | Kanada    |
| 1     | Hrvaška   |
| 1     | Francija  |
| 1     | Latvija   |